# Brutální lyrika
Brutální lyrika je studiové album pražské hudební skupiny Psí vojáci. Obsahuje deset skladeb s texty Filipa Topola z let 1994–1995. Deska byla nahrána v červnu a červenci 1995 v brněnském studiu Audio Line a téhož roku vyšla. Hudební a zvukovou režii měli na starosti Roman Jež a Vladimír Holek. Album vyšlo na CD a MC.

## Seznam písní
1. „Zatím“ – 6:10
2. Houpačka – 3:24
3. Kruhy – 3:42
4. Brutal Lyric – 4:25
5. Ten – 5:29
6. Xtej příběh – 6:34
7. Prší 3 – 6:32
8. Ploužák – 5:28
9. Nebudu – 8:57
10. Tak akorát dlouhá (Sen v realitě) – 23:23

## Složení
- Filip Topol – zpěv, piano, sbor, texty
- David Skála – bicí nástroje
- Jiří Jelínek – altsaxofon, sbor
- Luděk Horký – basová kytara, sbor